# Championnat d'Indonésie de football 2006
Navigation
Saison précédente Saison suivante
La saison 2006 du Championnat d'Indonésie de football est la douzième édition du championnat de première division en Indonésie.
La compétition se compose de plusieurs phases :
- la première voit les vingt-huit équipes participantes réparties en deux poules (Est et Ouest) où elles s'affrontent deux fois au cours de la saison, à domicile et à l'extérieur. À l'issue de cette phase, les quatre premiers se qualifient pour le Super Huit. Il n'y a pas de relégation car la fédération indonésienne décide d'étendre le championnat à 36 équipes la saison prochaine.
- le Super Huit est disputée avec deux poules de quatre équipes, qui ne s'affrontent qu'une seule fois. Les deux premiers de chaque groupe joue la phase finale.
- la phase finale est disputée sous forme de matchs à élimination directe (demi-finales et finale sur un seul match).

C'est le club de Persik Kediri qui remporte le championnat cette saison après avoir battu lors de la finale nationale PSIS Semarang.  C'est le deuxième titre de champion d'Indonésie de l'histoire du club après celui obtenu en 2003. Il se qualifie pour la Ligue des champions de l'AFC 2007 en compagnie du vainqueur de la Coupe d'Indonésie, Arema Malang.

## Les clubs participants
| - Persija Jakarta - Arema Malang - PSIS Semarang - PSMS Medan - Persib Bandung - Persekabpas Pasuruan - PSS Sleman - Persita Tangerang - Sriwijaya FC - Semen Padang - Persikota Tangerang - PSDS Deli Serdang - Deltra Putra Sidoarjo - PSIM Jogjakarta - Promu de D2 | - Persipura Jayapura - PSM Makassar - Persik Kediri - Persiter Ternate - Promu de D2 - Persiba Balikpapan - PKT Bontang - Persema Malang - Persela Lamongan - Persmin Minahasa - Persegi Mojokerto - Persibom Bolaang Mongondow - Persijap Jepara - Persiwa Wamena - Promu de D2 - Persitara Jakarta Utara - Promu de D2 |

## Compétition
Le barème utilisé pour établir l'ensemble des classements est le suivant :
- Victoire : 3 points
- Match nul : 1 point
- Défaite : 0 point

### Classement

#### Première phase
| Rang | Équipe                   | Pts | J  | G  | N  | P  | Bp | Bc | Diff |
| ---- | ------------------------ | --- | -- | -- | -- | -- | -- | -- | ---- |
| 1    | Arema Malang             | 47  | 26 | 13 | 8  | 5  | 39 | 17 | +22  |
| 2    | Persija Jakarta          | 47  | 26 | 13 | 8  | 5  | 26 | 16 | +10  |
| 3    | PSIS Semarang            | 44  | 26 | 13 | 5  | 8  | 33 | 27 | +6   |
| 4    | Persekabpas Pasuruan     | 42  | 26 | 12 | 6  | 8  | 35 | 27 | +8   |
| 5    | PSMS Medan               | 39  | 26 | 12 | 3  | 11 | 31 | 27 | +4   |
| 6    | Sriwijaya FC             | 34  | 26 | 8  | 10 | 8  | 29 | 24 | +5   |
| 7    | Persikota Tangerang      | 34  | 26 | 9  | 7  | 10 | 34 | 37 | -3   |
| 8    | Persitara Jakarta UtaraP | 34  | 26 | 10 | 4  | 12 | 29 | 34 | -5   |
| 9    | Persijap Jepara          | 33  | 26 | 8  | 9  | 9  | 25 | 27 | -2   |
| 10   | Persita Tangerang        | 32  | 26 | 8  | 8  | 10 | 25 | 30 | -5   |
| 11   | Semen Padang             | 30  | 26 | 8  | 6  | 12 | 20 | 24 | -4   |
| 12   | Persib Bandung           | 29  | 26 | 7  | 8  | 11 | 23 | 30 | -7   |
| 13   | PSDS Deli Serdang        | 29  | 26 | 8  | 5  | 13 | 32 | 41 | -9   |
| 14   | PSIM JogjakartaP         | 26  | 26 | 7  | 5  | 14 | 23 | 43 | -20  |

| Rang | Équipe                     | Pts | J  | G  | N | P  | Bp | Bc | Diff |
| ---- | -------------------------- | --- | -- | -- | - | -- | -- | -- | ---- |
| 1    | Persmin Minahasa           | 50  | 26 | 16 | 2 | 8  | 37 | 26 | +11  |
| 2    | Persik Kediri              | 47  | 26 | 14 | 5 | 7  | 53 | 24 | +29  |
| 3    | PSM Makassar               | 42  | 26 | 12 | 6 | 8  | 44 | 32 | +12  |
| 4    | Persiba Balikpapan         | 41  | 26 | 12 | 5 | 9  | 35 | 28 | +7   |
| 5    | Persiwa WamenaP            | 40  | 26 | 11 | 7 | 8  | 34 | 34 | 0    |
| 6    | Persela Lamongan           | 38  | 26 | 10 | 8 | 8  | 23 | 23 | 0    |
| 7    | Persema Malang             | 36  | 26 | 11 | 3 | 12 | 39 | 37 | +2   |
| 8    | Persipura JayapuraT        | 35  | 26 | 9  | 8 | 9  | 27 | 23 | +4   |
| 9    | Persiter TernateP          | 35  | 26 | 10 | 5 | 11 | 33 | 34 | -1   |
| 10   | PKT Bontang                | 35  | 26 | 10 | 5 | 11 | 33 | 42 | -9   |
| 11   | Persibom Bolaang Mongondow | 33  | 26 | 9  | 6 | 11 | 35 | 46 | -11  |
| 12   | Deltra Putra Sidoarjo      | 32  | 26 | 9  | 5 | 12 | 35 | 32 | +3   |
| 13   | PSS Sleman                 | 23  | 26 | 6  | 5 | 15 | 18 | 40 | -22  |
| 14   | Persegi Mojokerto          | 21  | 26 | 5  | 6 | 15 | 24 | 49 | -25  |

#### Super Huit
Groupe A :
| Rang | Équipe             | Pts | J | G | N | P | Bp | Bc | Diff |  | Résultats (▼ dom., ► ext.) | PeKe | PSIS | Arem | PeBa |
| ---- | ------------------ | --- | - | - | - | - | -- | -- | ---- |  | -------------------------- | ---- | ---- | ---- | ---- |
| 1    | Persik Kediri      | 7   | 3 | 2 | 1 | 0 | 4  | 1  | +3   |  | Persik Kediri              |      | 3-1  | 1-0  | 0-0  |
| 2    | PSIS Semarang      | 6   | 3 | 2 | 0 | 1 | 3  | 3  | 0    |  | PSIS Semarang              |      |      | 1-0  | 1-0  |
| 3    | Arema MalangC      | 3   | 3 | 1 | 0 | 2 | 3  | 2  | +1   |  | Arema MalangC              |      |      |      | 3-0  |
| 4    | Persiba Balikpapan | 1   | 3 | 0 | 1 | 2 | 0  | 4  | -4   |  | Persiba Balikpapan         |      |      |      |      |

Groupe B :
| Rang | Équipe               | Pts | J | G | N | P | Bp | Bc | Diff |  | Résultats (▼ dom., ► ext.) | PePa | PeMi | PeJa | PSM |
| ---- | -------------------- | --- | - | - | - | - | -- | -- | ---- |  | -------------------------- | ---- | ---- | ---- | --- |
| 1    | Persekabpas Pasuruan | 7   | 3 | 2 | 1 | 0 | 10 | 4  | +6   |  | Persekabpas Pasuruan       |      | 2-2  | 3-1  | 5-1 |
| 2    | Persmin Minahasa     | 3   | 3 | 0 | 3 | 0 | 4  | 4  | 0    |  | Persmin Minahasa           |      |      | 0-0  | 2-2 |
| 3    | Persija Jakarta      | 2   | 3 | 0 | 2 | 1 | 1  | 3  | -2   |  | Persija Jakarta            |      |      |      | 0-0 |
| 4    | PSM Makassar         | 2   | 3 | 0 | 2 | 1 | 3  | 7  | -4   |  | PSM Makassar               |      |      |      |     |

#### Demi-finales
| Équipe 1             | Résultat | Équipe 2         |
| -------------------- | -------- | ---------------- |
| Persik Kediri        | 3 - 1    | Persmin Minahasa |
| Persekabpas Pasuruan | 0 - 1    | PSIS Semarang    |

#### Finale
| 30 juillet 2006 | Persik Kediri | 1 - 0 a.p. | PSIS Semarang | Stade Manahan, Solo                               |                                                   |
|                 | Gonzales 109e |            |               | Spectateurs : 25 000 Arbitrage : Jimmy Napitupulu | Spectateurs : 25 000 Arbitrage : Jimmy Napitupulu |

## Bilan de la saison
| Championnat d'Indonésie de football 2006 |                          |
| Champion                                 | Persik Kediri (2e titre) |
| Coupes et trophées                       |                          |
| Vainqueur de la Coupe d'Indonésie 2006   | Arema Malang             |
| Qualifications continentales             |                          |
| Ligue des champions de l'AFC 2007        | Persik Kediri            |
| Ligue des champions de l'AFC 2007        | Arema Malang             |
| Promotions et relégations                |                          |
| Promus en Premier Division               | 8 clubs                  |
| Relégués en Second Division              | Aucun                    |